# 김석형 (1914년)
김석형(金錫亨, 1914년 음력 4월 13일 ~ 2006년 8월 14일)은 조선민주주의인민공화국으로 송환된 대한민국의 비전향 장기수이다.

## 생애
평안북도 박천군 덕안면에서 태어났다. 김석형의 가문은 지방의 토호라 그리 어렵지 않게 생활했다. 고향에서 보통학교를 졸업하고 신의주의 신의주삼무중학교에 진학했다. 이 무렵 일본 유학을 다녀온 동네 선배들에게서 사회주의사상을 접하게 되어 소규모 농촌계몽운동 조직에서도 활동했다.
만주국의 수도 신경에 있는 신경신무학교를 졸업하고 1935년에 귀국하여 박천수리조합에서 근무했다. 이때 이미 요시찰 인물이 되어 일제강점기 말엽에는 결혼식 주례에서 아들을 낳으면 카를 마르크스, 딸을 낳으면 로자 룩셈부르크 같이 키우라고 발언했다가 체포된 일이 있었다.
일제 패망 후 고향 박천에서 적위대를 조직하여 활동했고 1946년에는 조선공산당 박천군 덕안면당 초대 면당비서가 되었다. 곧 능력을 인정받아 평안북도 군당 노동부장, 희천군 보안서 문화부서장, 강계군 정치보위부 부장, 함경남도 정치보위부 정보과장을 위시한 요직을 역임하게 되었다. 한국전쟁 때도 후방에 있는 정보계통 특수부서에서 근무했다.
1949년 5월 9일. 함경남도 보위부장의 권위로 함경남북도 일대의 전 수도원과 수녀원을 습격하여 종교인은 체포.구금하고 종교 시설은 폐쇄.압수 하였다
. 그당시 집중적으로 타압받고 살해 당한 천주교 덕원자치수도원구의 대표적 수도원은 현재의 성 베네딕도회 왜관수도원이다.
1957년에 자본주의 국가에서 기업 임원에 해당하는 국제여행사 함흥시 안내소장을 맡았다가, 1960년 자원하여 서울에 남파되었다. 약 1년간 활동하던 중 1961년 6월 체포되었다. 김석형은 재판 과정에서 자신은 정탐을 목적한 간첩이 아니라 대한민국 지식인들과 대화하려는 특사로서 왔다고 주장했다.
처음에는 반공법 제6조 3항을 적용받아 사형이 언도되었다가, 무기징역형으로 감형되어 총 30년 6개월 동안 수감되었다. 수감 중 전향을 강요받았으나 전향하지 않았다. 1991년 12월에 나이 70세 이상으로 30년 이상 수감 생활을 한 비전향 장기수에게 형집행정지 조치가 내려져 풀려났다.
대한민국에는 연고가 없어서 어렵게 생활하다가, 2000년 6·15 남북 공동선언에 의거해 조선민주주의인민공화국으로 송환되었다. 송환된 비전향 장기수 가운데 여섯 번째로 2006년에 사망했다.

## 예술 작품
비전향 장기수를 소재로 한 다큐멘터리 영화 《송환》에 등장한다. 영화 속의 김석형은 학식이 풍부하고 말솜씨가 좋다. 이 영화의 감독 김동원은 친구의 부탁으로 김석형과 조창손을 서울 관악구 봉천동의 거주지로 안내한 것이 계기가 되어 《송환》을 찍게 되었다. 처음에는 달변인 김석형을 중심에 두고 영화를 찍기 시작했으나 차츰 사상이 투철한 김석형 대신 조금 더 인간다운 모습의 조창손으로 초점이 이동되었다.
김석형은 구술 자료를 엮어 《나는 조선노동당원이오!》라는 수기를 남겼고 이 책은 2001년에 출간되었다.

## 같이 보기
- 송환

## 참고자료
- 김선명 외 6인 (2000년 8월 1일). 〈김석형 - 초대받지 않은 손님〉. 《0.75평 지상에서 가장 작은 내방 하나》. 서울: 창. ISBN 89-7453-074-0.
- 김동기 외 14인 (2003). 〈조국과 신념 (김석형)〉. 《신념과 의지의 강자들 -  비전향 장기수들의 수기 5》. 평양: 평양출판사.